# Den dansende fortæller
Den dansende fortæller er en dansk dokumentarfilm fra 1992 instrueret af Torben Skjødt Jensen.

## Handling
Dokumentar on danseren Anette Abildgaard.

## Medvirkende
- Anette Abildgaard
- Nyt Dansk Danseteater